# سباستین روده
سباستین روده (آلمانی: Sebastian Rode، زادهٔ ۱۱ اکتبر ۱۹۹۰) بازیکن فوتبال اهل آلمان است.
از باشگاه‌هایی که در آن بازی کرده‌است می‌توان به کیکرز اوفنباخ، آینتراخت فرانکفورت، بایرن مونیخ و بروسیا دورتموند اشاره کرد.